# Avezzano Calcio 1982-1983
Questa pagina raccoglie le informazioni riguardanti l'Avezzano Calcio nelle competizioni ufficiali della stagione 1982-1983.

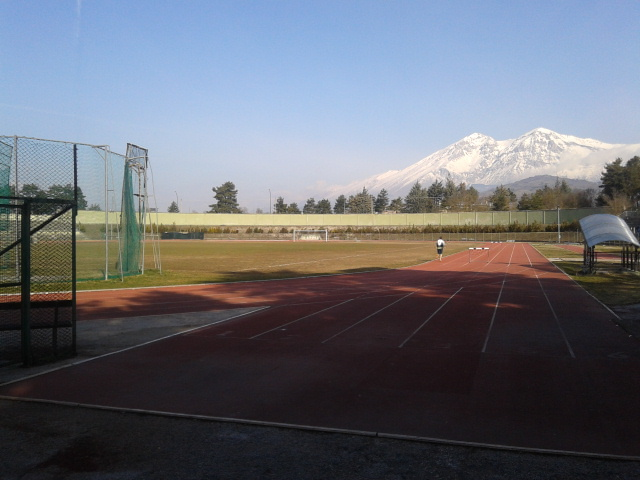
Stadio dei Pini di Avezzano

## Rosa

### Rosa 1982-1983
Rosa dell'Avezzano calcio 1982-1983.
| N. |                   | Ruolo | Calciatore                     |
| -- | ----------------- | ----- | ------------------------------ |
|    | Italia (bandiera) | P     | Di Vicoli                      |
|    | Italia (bandiera) | P     | Murzilli                       |
|    | Italia (bandiera) | D     | Maurizio Caradonna             |
|    | Italia (bandiera) | D     | Sergio Dariol                  |
|    | Italia (bandiera) | D     | Giovanni Filippo De Cristofaro |
|    | Italia (bandiera) | D     | Marsili                        |
|    | Italia (bandiera) | D     | Alessandro Pierleoni           |
|    | Italia (bandiera) | C     | Giancarlo Di Matteo            |

| N. |                   | Ruolo | Calciatore          |
| -- | ----------------- | ----- | ------------------- |
|    | Italia (bandiera) | C     | Quaresima           |
|    | Italia (bandiera) | C     | Tontini             |
|    | Italia (bandiera) | A     | Fabio Cofini        |
|    | Italia (bandiera) | A     | Nazzareno Di Matteo |
|    | Italia (bandiera) | A     | Maurizio Patanè     |
|    | Italia (bandiera) | A     | Armando Ravioli     |
|    | Italia (bandiera) | A     | Ruggeri             |

### Serie C2 girone C

#### Girone di andata
| Avezzano 19 settembre 1982 1ª giornata | Avezzano | 2 – 3 | Monopoli | Stadio dei Pini |

| Civitanova Marche 26 settembre 1982 2ª giornata | Civitanovese | 2 – 1 | Avezzano | Stadio comunale |

| Avezzano 3 ottobre 1982 3ª giornata | Avezzano | 0 – 0 | Lanciano | Stadio dei Pini |

| Cattolica 10 ottobre 1982 4ª giornata | Cattolica | 0 – 0 | Avezzano | Stadio Giorgio Calbi |

| Avezzano 17 ottobre 1982 5ª giornata | Avezzano | 0 – 1 | Osimana | Stadio dei Pini |

| Brindisi 24 ottobre 1982 6ª giornata | Brindisi | 1 – 1 | Avezzano | Stadio Franco Fanuzzi |

| Avezzano 31 ottobre 1982 7ª giornata | Avezzano | 1 – 1 | Jesi | Stadio dei Pini |

| Giulianova 7 novembre 1982 8ª giornata | Giulianova | 0 – 0 | Avezzano | Stadio Rubens Fadini |

| Teramo 14 novembre 1982 9ª giornata | Teramo | 2 – 0 | Avezzano | Stadio comunale |

| Avezzano 21 novembre 1982 10ª giornata | Avezzano | 0 – 0 | Ravenna | Stadio dei Pini |

| Avezzano 28 novembre 1982 11ª giornata | Avezzano | 0 – 0 | Matera | Stadio dei Pini |

| Francavilla al Mare 5 dicembre 1982 12ª giornata | Francavilla | 5 – 2 | Avezzano | Stadio Valle Anzuca |

| Avezzano 12 dicembre 1982 13ª giornata | Avezzano | 1 – 0 | Elpidiense | Stadio dei Pini |

| Macerata 19 dicembre 1982 14ª giornata | Maceratese | 4 – 0 | Avezzano | Stadio Helvia Recina |

| Avezzano 9 gennaio 1983 15ª giornata | Avezzano | 0 – 1 | Gioventù Brindisi | Stadio dei Marsi |

| Martina Franca 16 gennaio 1983 16ª giornata | Martina | 2 – 1 | Avezzano | Stadio comunale |

| Avezzano 23 gennaio 1983 17ª giornata | Avezzano | 2 – 4 | Vigor Senigallia | Stadio dei Marsi |

#### Girone di ritorno
| Monopoli 30 gennaio 1983 18ª giornata | Monopoli | 3 – 1 | Avezzano | Stadio Vito Simone Veneziani |

| Avezzano 6 febbraio 1983 19ª giornata | Avezzano | 1 – 1 | Civitanovese | Stadio dei Marsi |

| Lanciano 13 febbraio 1983 20ª giornata | Lanciano | 1 – 2 | Avezzano | Stadio Guido Biondi |

| Avezzano 20 febbraio 1983 21ª giornata | Avezzano | 1 – 0 | Cattolica | Stadio dei Marsi |

| Osimo 27 febbraio 1983 22ª giornata | Osimana | 0 – 0 | Avezzano | Stadio Diana |

| Avezzano 6 marzo 1983 23ª giornata | Avezzano | 0 – 0 | Brindisi | Stadio dei Marsi |

| Jesi 13 marzo 1983 24ª giornata | Jesi | 2 – 0 | Avezzano | Stadio Pacifico Carotti |

| Avezzano 20 marzo 1983 25ª giornata | Avezzano | 1 – 0 | Giulianova | Stadio dei Marsi |

| Avezzano 2 aprile 1983 26ª giornata | Avezzano | 3 – 1 | Teramo | Stadio dei Marsi |

| Ravenna 10 aprile 1983 27ª giornata | Ravenna | 0 – 0 | Avezzano | Stadio Bruno Benelli |

| Matera 17 aprile 1983 28ª giornata | Matera | 2 – 1 | Avezzano | Stadio XXI Settembre |

| Avezzano 1º maggio 1983 29ª giornata | Avezzano | 0 – 1 | Francavilla | Stadio dei Marsi |

| Sant'Elpidio a Mare 8 maggio 1983 30ª giornata | Elpidiense | 1 – 1 | Avezzano | Stadio Vincenzo Ciccalè (Cascinare) |

| Avezzano 15 maggio 1983 31ª giornata | Avezzano | 1 – 0 | Maceratese | Stadio dei Marsi |

| Brindisi 22 maggio 1983 32ª giornata | Gioventù Brindisi | 0 – 1 | Avezzano | Stadio Franco Fanuzzi |

| Avezzano 29 maggio 1983 33ª giornata | Avezzano | 1 – 0 | Martina | Stadio dei Marsi |

| Senigallia 5 giugno 1983 34ª giornata | Vigor Senigallia | 4 – 1 | Avezzano | Stadio Goffredo Bianchelli |

### Coppa Italia Serie C

#### Fase eliminatoria

##### Girone Q
| Teramo 22 agosto 1982 andata | Teramo | 0 – 0 | Avezzano | Stadio comunale |

| Avezzano ritorno | Avezzano | 0 – 0 | Teramo | Stadio dei Pini |

| Francavilla al Mare andata | Francavilla | 1 – 0 | Avezzano | Stadio Valle Anzuca |

| Avezzano ritorno | Avezzano | 1 – 1 | Francavilla | Stadio dei Pini |

| Avezzano andata | Avezzano | 0 – 0 | Lanciano | Stadio dei Pini |

| Lanciano 12 settembre 1982 ritorno | Lanciano | 1 – 2 | Avezzano | Stadio Guido Biondi |

## Statistiche

### Andamento in campionato
| Giornata  | 1 | 2 | 3 | 4 | 5 | 6 | 7 | 8 | 9 | 10 | 11 | 12 | 13 | 14 | 15 | 16 | 17 | 18 | 19 | 20 | 21 | 22 | 23 | 24 | 25 | 26 | 27 | 28 | 29 | 30 | 31 | 32 | 33 | 34 |
| --------- | - | - | - | - | - | - | - | - | - | -- | -- | -- | -- | -- | -- | -- | -- | -- | -- | -- | -- | -- | -- | -- | -- | -- | -- | -- | -- | -- | -- | -- | -- | -- |
| Luogo     | C | T | C | T | C | T | C | T | T | C  | C  | T  | C  | T  | C  | T  | C  | C  | T  | C  | C  | T  | C  | T  | C  | C  | T  | T  | C  | T  | C  | T  | C  | T  |
| Risultato | P | P | N | N | P | N | N | N | P | N  | N  | P  | V  | P  | P  | P  | P  | P  | N  | V  | V  | N  | N  | N  | N  | P  | N  | P  | P  | N  | V  | V  | V  | P  |

Legenda:

Luogo: C = Casa; T = Trasferta. Risultato: V = Vittoria; N = Pareggio; P = Sconfitta.